# The Caravelles
The Caravelles war ein britisches Popduo, das in seinen erfolgreichsten Jahren von 1963 bis 1966 aus der zu Beginn der Karriere 19-jährigen Lois Wilkinson und der zwei Jahre jüngeren Andrea Simpson bestand. Ihr großer Hit You Don’t Have to Be a Baby to Cry erreichte 1963 die Top Ten in den britischen und amerikanischen Charts.

## Geschichte
Lois Wilkinson und Andrea Simpson waren, glaubt man der Biographie Wilkinsons auf ihrer Webseite, beide Angestellte eines Autohauses, als sie beschlossen, gemeinsam zu singen. Ein Bekannter von Wilkinsons Eltern – Gitarrist Tony Pitt, der im Barnet Jazz Club aufgetreten war – schlug ihr demnach bei einem Besuch im Elternhaus vor, You Don’t Have to Be a Baby to Cry zu proben. Das Lied von Bob Merrill und Terry Shand war 1950 ein Countryhit für Ernest Tubb gewesen, Moon Mullican, Jimmy Dorsey und Tennessee Ernie Ford hatten ebenfalls Versionen eingespielt und veröffentlicht. Lois und Andrea nahmen eine Demoversion auf, die ihnen einen Plattenvertrag mit dem Independent-Label BPR Records einbrachte, das Chris Blackwell, PR-Experte Chris Peers und Harry Robinson gegründet hatten. Manager, Produzent und Komponist Bunny Lewis schlug für das Duo den Namen The Caravelles vor.
Reg Stevens und Terry Wilson schildern die Geschichte etwas anders; danach wurden die beiden jungen Frauen von Curly Clayton zusammengebracht, der ein Aufnahmestudio in Highbury betrieb. Beide hätten in ihrem Wunsch nach einer Sangeskarriere unabhängig voneinander bei ihm angefragt; er hätte ihnen vorgeschlagen, als Duo zu singen. Clayton habe dann eine Demoversion von You Don’t Have to Be a Baby to Cry mit dem Duo aufgenommen. Den Namen The Caravelles hätten die beiden in Anlehnung an das französische Flugzeug ausgewählt.
Sicher ist, dass BPR unter musikalischer Leitung Harry Robinsons die Version des Songs produzierte, die schließlich auf dem zu Decca Records gehörenden Ritz-Label (Ritz F.11697) am 12. Juli 1963 veröffentlicht wurde. Wie auch bei späteren Aufnahmen erinnerte der Harmoniegesang der beiden Frauen stark an das amerikanische Duo Patience & Prudence, deren zwei Hits sie auf ihrer einzigen Langspielplatte auch coverten. Am 10. August 1963 wurde die Single erstmals in den britischen Charts notiert und stieg im Laufe ihres 13-wöchigen Aufenthalts bis auf Platz sechs. In Norwegen erreichte sie Platz drei. Noch größeren Erfolg feierte die Single in den USA, wo sie wenig später auf dem zu Mercury Records gehörenden Smash-Label veröffentlicht wurde: Platz drei in den Billboard Hot 100 und Platz zwei in den Adult-Contemporary-Charts. Am 2. November 1963 stieg die Single in die Charts ein, zwei Monate vor dem ersten Hit der Beatles. Die Caravelles begründeten damit einen Lauf von 38 Jahren, fünf Monaten und zwei Wochen, in denen in den Hot 100 mindestens ein Song eines britischen Künstlers notiert war – bis am 27. April 2002 Craig Davids 7 Days aus den Top 100 fiel.
Der Erfolg brachte dem Duo Fernsehauftritte, Konzertreisen und längere Engagements ein. Brian Epstein buchte sie für eine vierwöchige Tour in Großbritannien, gemeinsam mit Billy J. Kramer & the Dakotas, Johnny Kidd and the Pirates und The Fourmost. Sie traten auf Veranstaltungen gemeinsam mit Cilla Black, Gerry & the Pacemakers, Del Shannon, den Rolling Stones und den The Bachelors auf. In Schottland standen sie mit den Beatles auf der Bühne, deren Vorprogramm sie auch beim ersten Beatles-Konzert in den USA im Februar 1964 in der Washington Arena bestritten. Im selben Jahr traten sie im Hamburger Star Club auf, machten Aufnahmen für Polydor auch in deutscher Sprache. Ein zweiter Hit gelang den Caravelles nicht; lediglich in den USA konnte sich die zweite Single Have You Ever Been Lonely? (Have You Ever Been Blue?) noch kurz in den Hot 100 platzieren; eine Langspielplatte, die nach dem großen Hit benannt war, schaffte es bis auf Platz 127 der Albumcharts. Die späteren Aufnahmen des Duos bewegten sich uneinheitlich in unterschiedliche Stilrichtungen, von Folk-Rock bis zu Jazz-Pop-Crossover. Unverändert blieb der dünne, fast schon in ein Flüstern übergehende in Close Harmony arrangierte Gesang.
1966 trennten sich die Wege der beiden Frauen. Lois Wilkinson startete als Lois Lane eine Solokarriere; Andrea Simpson behielt den Bandnamen und blieb mit verschiedenen Partnerinnen, darunter Lynne Hamilton, bis in die 1980er Jahre als The Caravelles aktiv.

## Diskografie (Auswahl)
Singles
- 1963: You Don’t Have to Be a Baby to Cry / The Last One to Know
- 1963: I Really Don’t Want to Know / I Was Wrong
- 1964: Have You Ever Been Lonely / Gonna Get Along Without You Now
- 1964: You Are Here / How Can I Be Sure
- 1964: I Don’t Care if the Sun Don’t Shine / I Like a Man
- 1964: True Love Never Runs Smooth / Georgia Boy
- 1965: So geht die Liebe still vorbei / In Gedanken bin ich bei dir
- 1965: Darauf fall' ich nicht 'rein / Keine Rose blüht fürs Leben
- 1965: Georgia Boy / So Sad
- 1965: I Depend On You / True Love Never Runs Smooth
- 1965: True Love Never Runs Smooth / Georgia Boy
- 1966: Hey Mama You’ve Been on My Mind / New York
- 1967: I Want to Love You Again / I Had to Walk Home Myself
- 1968: The Other Side of Love / I Hear a New Kind of Music